# Element radioactiv
Un element radioactiv este un element chimic (natural sau sintetic) constituit doar din izotopi radioactivi.

Situarea elementelor radioactive în sistemul periodic

Elementele radioactive cunoscute până în prezent sunt  
- Technețiu (Tc, Z= 43)
- Promețiu (Pm, Z= 61)

și toate elementele cu Z≥84:  
- Poloniu (Po, Z= 84)
- Astatin (At, Z= 85)
- Radon (Rn, Z= 86)
- Franciu (Fr, Z= 87)
- Radiu (Ra, Z= 88)

Actinide:
- Actiniu (Ac, Z= 89)
- Thoriu (Th, Z= 90)
- Protactiniu (Pa, Z= 91)
- Uraniu (U, Z= 92)
- Neptuniu (Np, Z= 93)
- Plutoniu (Pu, Z= 94)
- Americiu (Am, Z= 95)
- Curiu (Cm, Z= 96)
- Berkeliu (Bk, Z= 97)
- Californiu (Cf, Z= 98)
- Einsteiniu (Es, Z= 99)
- Fermiu (Fm, Z= 100)
- Mendeleviu (Md, Z= 101)
- Nobeliu (No,, Z= 102)
- Lawrenciu (Lr, Z= 103)

Transactinide:
- Rutherfordiu (Rf, Z= 104)
- Dubniu (Db, Z= 105)
- Seaborgiu (Sb, Z= 106)
- Bohriu (Bh, Z= 107)
- Hassiu (Hs, Z= 108)
- Meitneriu (Mt, Z= 109)
- Darmstadtiu (Ds, Z= 110)
- Roentgeniu (Rg, Z= 111)
- Coperniciu (Cn, Z= 112)
- Nihoniu (Nh, Z= 113)
- Fleroviu (Fl, Z= 114)
- Moscoviu (Mc, Z= 115)
- Livermoriu (Lv, Z= 116)
- Tennessin (Ts, Z= 117)
- Oganesson (Og, Z= 118)

Toate elementele actinide și transactinide sunt elemente radioactive. Cu excepția thoriului și uraniului, toate celelalte elemente radioactive au început să fie descoperite și să umple locurile vacante din sistemul periodic după descoperirea radioactivității.

## Technețiul și protactiniul
Deși existența technețiului a fost prezisă de către însuși Dimitri Mendeleev, acesta a fost descoperit abia în 1937. Technețiul apare în natură în cantități neglijabile (circa 18000 tone în toată scoața terestră) ca urmare a fisiunii spontane a 238U. Izotopi de viață lungă sau foarte lungă pot fi produși prin procese de activare în acceleratori de particule sau în procese de fisiune a combustibilului nuclear în reactor.
La fel ca technețiul, protactiniul apare în cantități infime în scoarța terestră (circa 500-600 g) ca urmare a unor procese de dezintegrare radioactivă (fisiunea spontană a uraniului sau dezintegrarea 151Eu). Descoperirea oficială a elementului (1945) a survenit în urma separării sale din combustibilul nuclear epuizat extras din reactorul de la Oak Ridge (SUA).

## Elementele prezente în seriile naturale de dezintegrare, altele decât actinide

Seria de dezintegrare a uraniului (4n+2)

Bismutul (Z= 83) este ultimul element stabil din sistemul periodic. Radioizotopi ai elementelor cu număr de ordine de la 84 până la 88 sunt produse în mod continuu în cadrul seriilor naturale de dezintegrare (alături de elementele actinide ușoare). 
Poloniul și radiul au fost descoperite în 1898 de către Marie și Pierre Curie, fiind separate ca produși de înaltă activitate din uraninit. Franciul a fost descoperit de Marguerite Perey în 1939. La rândul său, astatinul a fost decoperit în 1940 de către Dale Raymond Corson, Kenneth Ross MacKenzie și Emilio Segrè.  

## Elementele actinide
Elementele actinide (actinoide) reprezintă un grup de 15 elemente metalice radioactive situate în sistemul periodic de la actiniu (Z= 89) până la lawrenciu (Z=103). 

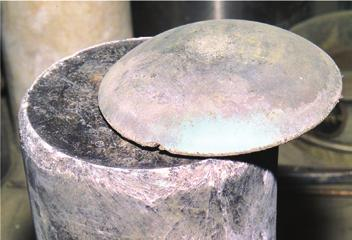
Plutoniu în stare metalică

În mod natural, doar primele patru elemente din serie sunt prezente pe Pământ. Thoriul și uraniul sunt constituienți primordiali ai scoarței tereste (izotopii 232Th, 235U și 238U au timpi de înjumătățire comparabili cu cel al vârstei Pământului și au supraviețuit de la formarea Sistemului Solar. 234U este un produsul de dezintegrare α al 238U. La rândul lor, actiniul și protactiniul sunt parte a seriilor naturale de dezintegrare, izotopi ai acestora fiind produși continuu în urma dezintegrării izotopilor thoriului și uraniului.

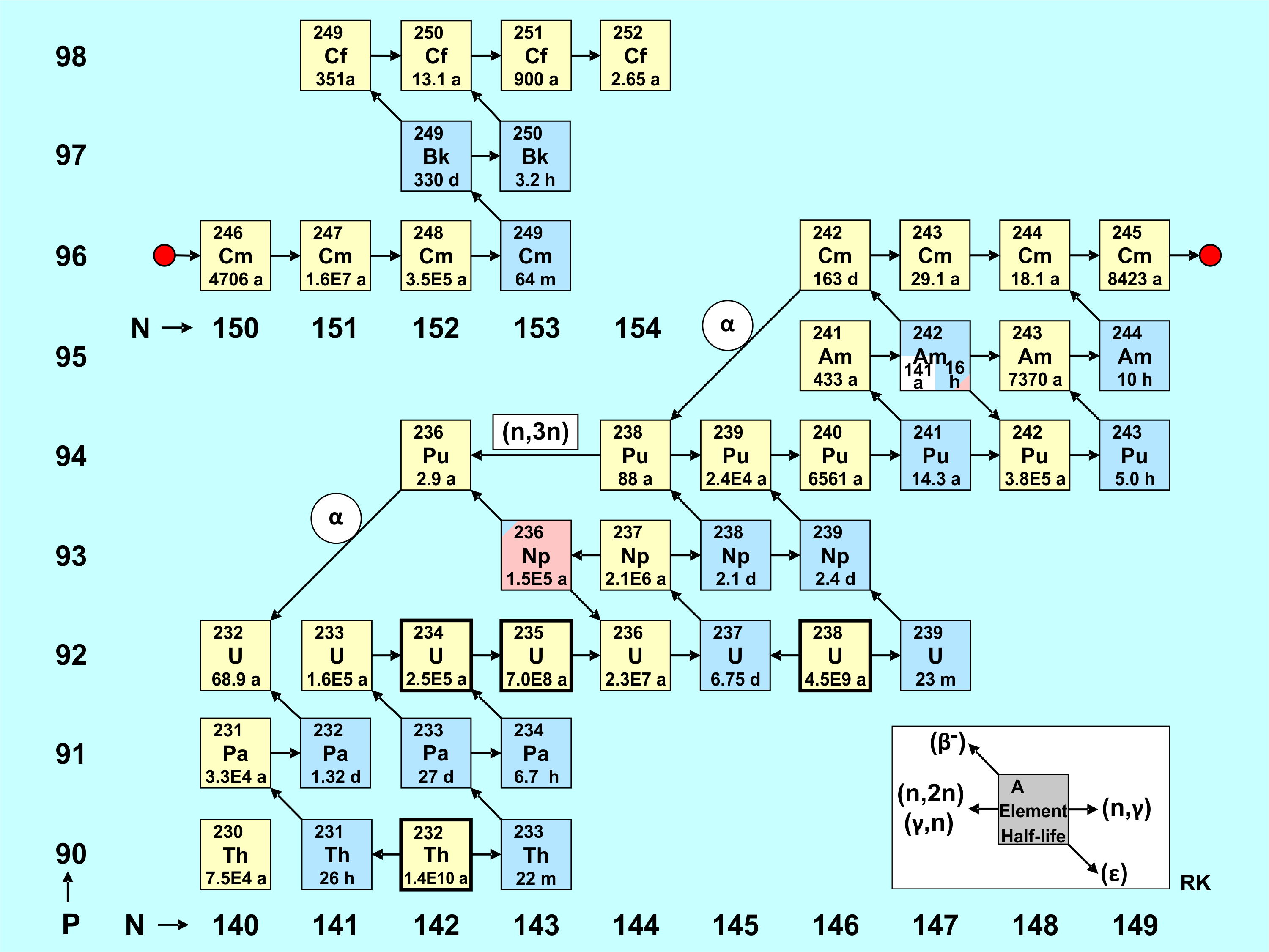
Producerea și dezintegrarea actinidelor în reactorul nuclear

Toate celelalte elemente actinide (cunoscute și ca elemente transuraniene) sunt de origine antropică și sunt produse prin procese de bombardare a actinidelor naturale cu neutroni sau ioni grei în reactori sau acceleratori de particule. Neptuniul, americiul, curiul, berkeliul, californiul, einsteiniul și fermiul (așa numitele actinide minore) sunt produse - alături de plutoniu -  în timpul funționării reactorului nuclear ca urmare a activării combustibilului nuclear și sunt parte componentă a combustibilului nuclear epuizat.  Au fost raportate și incluse în sistemul periodic în perioada 1940-1952.
Restul actinidelor sunt produse de către cercetători în laborator, prin bombardarea unor ținte de iradiere cu particule α (mendeleviu, 1955), 12C sau 13C (nobeliu, 1958), 10B sau 11B (lawrenciu, 1961).

## Elementele transactinide
Elementele transactinide (transactinoide) sunt elementele chimice cu număr de ordine Z≥ 104. Sunt formate din radioizotopi cu timpi de înjumătățire mici sau foarte mici, fiind produse de către cercetători în scop pur teoretic. Ultimul element inclus în prezent în sistemul periodic (oganesson) este asimilat gazelor nobile și completează perioada a 7-a. Următoarele elemente vor fi situate în perioada a 8-a, a cărei existență a fost sugerată de către Glenn T. Seaborg încă din 1969. Elementele 119-121 sunt în curs de caracterizare la nivel teoretic. Dacă elementele 119 și 120 urmează a completa grupa metalelor alcaline, respectiv a metalelor alcalino-pamântoase, elementul 121 urmează a fi primul element cu orbitali g din sistemul periordic.